# مقاطعة لونينبرغ (فيرجينيا)
 مقاطعة لونينبرغ  (بالإنجليزية:  Lunenburg County)‏ هي إحدى المقاطعات في ولاية فيرجينيا في الولايات المتحدة الأمريكية.

## أعلام
- هنري دبليو. كولير
- ريتشارد إليس
- جورج إي. ألين سينيور
- والر تايلور
- إيبز راندولف